# مقاطعة ميانة
مقاطعة میانة (بالفارسية: شهرستان میانه) هي إحدى مقاطعات محافظة أذربيجان الشرقية في إيران. عاصمة المقاطعة هي ميانه. حسب تعداد 2006، بلغ عدد السكان 187,870 نسمة في 46,469 عائلة.